# A Bleach epizódjainak listája (3. évad)
A Lelkek Világa: A megmentés-fejezet (尸魂界救出篇; Sikabane Tamasii: Kai kjúsucu-hen; Hepburn: Shikabane Tamashii: Kai Kyūshutsu-hen) a Kubo Tite Bleach című mangája alapján készült animesorozat harmadik nagyobb története, nyugati megnevezése szerint annak harmadik évada, melynek sugárzását 2005. július 26-án kezdte meg a japán TV Tokyo. A sorozat a TV Tokyo, a Dentsu és a Studio Pierrot együttműködésében és Abe Norijuki rendezői közreműködésével született meg. A huszonkét epizódból álló harmadik történet az eredeti manga tizenötödik és huszadik kötetei közé eső cselekményét dolgozza fel. A történet közvetlen folytatása a sorozat előző évadának, melyben a sorozat főhőse, Kuroszaki Icsigo és kis csapata a Lelkek Világába utazik, hogy megmentsék halálra ítélt barátjukat, a halálisten Kucsiki Rukiát. A lány megmentésére tett kísérletük közben azonban egy sokkal jelentősebb, a halálistenek egész világára nagy veszélyt jelentő cselszövés részleteire kezd fény derülni. Az évad Az oroszlán visszatér (よみがえる獅子; Jomigaeru sisi) című epizódja egy töltelék epizód, melynek cselekménye az eredeti mangában nem volt olvasható.
A Bleach harmadik évadát 2005. július 26. és 2006. január 10. között sugározta a japán TV Tokyo. Az Egyesült Államokban az évad angol nyelvű sugárzását 2007. július 21-én kezdte meg a Cartoon Network Adult Swim műsorblokkjában. Az Adult Swim 2007 október 14. és 2008 március 2. között szüneteltette a sorozatot. Az évad utolsó epizódját 2008. május 11-én sugározta. Magyar nyelven az évad első felét, az 52. epizódig az Animax sugározta 2008. június 9. és július 14., majd a fennmaradó részeket 2009. március 30. és május 4. között dupla epizódonként.
A Bleach harmadik évadában két főcímdal és két vége-főcímdal hallható. Az első tíz epizód bevezető képe alatt hallgató főcímdal a UVERworld D-tecnoLife, a további részek alatt a High and Mighty Color Icsirin no hana (一輪の花) című zeneszáma. Az Icsirin no hana megjelenése hetében majdnem végig megtartotta második helyét az Oricon slágerlistáján, mely így a High and Mighty Color egyik legsikeresebb száma lett. A dalt tartalmazó kislemez 2006 januárjában a RIAJ arany-listájára került, melyből több mint 100 000 példány értékesítettek. A 42. epizódtól az 52. epizódig az évad vége-főcímdala a Skoop on Somebody happypeople című zeneszáma. Az évad fennmaradó epizódjainak záróképsorai alatt Yui Life című dala hallható.
Az évad DVD-forgalomban Japánban az Aniplex kiadásában jelent meg öt lemezen 2005 decembere és 2006 áprilisa között. Észak-Amerikában, a Viz Media gondozásában az évad The Rescue címen 2008 júliusa és 2009 márciusa között jelent meg szintén öt lemezen.

## Az epizódok listája
| # | Epizód címe                                                                                             | Első japán sugárzás  | Első magyar sugárzás |
| --- | --- | -------------------- | -------------------- |
| 42 | Villámléptű Joruicsi tánca Sundzsin Joruicsi, mau! (瞬神夜一、舞う!)                                    | 2005. július 26.     | 2008. június 9.      |
| Miközben Abarai Rendzsi a cellájában lábadozik, ahol megjelenik előtte Bestia nevű lélekölő kardjának megtestesülése, ami még egyszer meg akar ütközni Kuroszaki Icsigo kardjával, a Holdpengével. Rendzsi azonban azt mondja, hogy már nem Icsigo az ellensége. Mindeközben Joruicsinek sikerül kitérnie Kucsiki Bjakuja támadásai elől és elmenekülnie Icsigóval. Miután Icsigo magához tér, Joruicsi tanítani kezd, hogyan sajátíthatja el a kardja legerősebb szintű, bankai támadását. Isida és Orihime halálistennek álcázzák magukat és megpróbálnak eljutni Rukia cellájáig, de eközben a halálistenek tizenkettedik osztagának kapitánya, Kurocucsi Majuri figyeli őket. | |                      |                      |
| 43 | A gyalázatos halálisten Hirecu na sinigami (卑劣な死神)                                                 | 2005. augusztus 2.   | 2008. június 16.     |
| Urjú és Orihime a tizenegyedik osztag egyik halálistenével, Aramaki Makizóval találják szemben magukat. A tizenkettedik osztag halálistenei látszólag segíteni akarnak nekik, de a kapitányuk, Kurocucsi Majuri, aki élő bombává változtatta őket, felrobbantja a halálisteneket. Orihimének sikerül megvédeni magukat a robbanástól, Urjú pedig harcba bocsátkozik Majurival. A harc során Majuri a lélekölő kardjával megbénítja Urjút, amíg hadnagya, Kurocucsi Nemu lefogja őt. Kiderül, hogy Majuri korábban quincy-ken folytatott kísérleteket és ő a felelős Urjú nagyapjának, Isida Szókennek a haláláért is. | |                      |                      |
| 44 | A győzelem ára Isida, kjugen no csikara! (石田、極限の力!)                                              | 2005. augusztus 9.   | 2008. június 16.     |
| Urjú az „élő bábu” nevű quincy-technika segítségével felülkerekedik Majuri lélekölő kardjának bénító erejével és ismét felveszi vele a harcot. Majuri azonban túl erős ellenfélnek bizonyul és Urjú arra kényszerül, hogy a végletekig kiaknázza az erejét. Majurinak csak úgy sikerül túlélnie az összecsapást, hogy folyékony halmazállapotúvá változik. Urjú sérülten tovább folytatja az útját Rukia cellája felé, miközben Tószen Kaname kapitánnyal találja magát szembe. | |                      |                      |
| 45 | Felülmúlni önmagad Genkai vo koero! (限界を越えろ!)                                                     | 2005. augusztus 16.  | 2008. június 23.     |
| Tószen egy pillanat alatt felülkerekedik Urjún, akit szintén elfognak. Joruicsi megidézi Icsigo kardjának, a Holdpengének az emberi megtestesülését, akit ha a fiúnak sikerül harcban legyőzni, képessé válik használni a kardja bankai erejét. Mindeközben Jamada Hanatarót szintén bebörtönzik, amiért segítette Icsigót. Rendzsi megszökik a cellájából, a tizenegyedik osztag kapitánya, Zaraki Kenpacsi pedig segít Orihimének megtalálni Icsigót, azért, hogy össze tudja mérni vele az erejét. | |                      |                      |
| 46 | A halálisten iskola Dzsicuroku! Sinigami no gakkó (実録! 死神の学校)                                    | 2005. augusztus 23.  | 2008. június 23.     |
| Az ötödik osztag hadnagya, Hinamori Momo felidézi emlékeit arról, hogyan ismerkedett meg a halálistenek akadémiáján Rendzsivel és Izuruval. Egyik alkalommal, mikor lidércekre vadásztak, őt és barátait Aizen Szószuke és akkori hadnagya, Icsimaru Gin mentette meg. Hinamori leüti a celláját őrző halálistent és megszökik, hogy megkeresse azt, akiről úgy hiszi, hogy ő ölte meg Aizent. | |                      |                      |
| 47 | A bosszúálló Adaucu monotacsi (仇討つ者たち)                                                            | 2005. augusztus 30.  | 2008. június 30.     |
| Joruicsi úgy ítéli meg, hogy Icsigo edzése jól halad, és egy nap pihenőt ad neki. Beszélgetés közben elárulja Icsigónak, hogy Urahara Kiszuke egykor a tizenkettedik osztag kapitánya volt. Mindeközben Hicugaja Tósiró Icsimarut gyanúsítja meg Aizen meggyilkolásával, mikor hirtelen Hinamori rátámad, aki pedig úgy hiszi, hogy Hicugaja gyilkolta meg Aizent. Hicugaja megüti Hinamorit, aki elveszíti az eszméletét, és rátámad Icsimarúra. | |                      |                      |
| 48 | A sárkány üvöltése Hicugaja, hoeru! (日番谷、吼える!)                                                   | 2005. szeptember 6.  | 2008. június 30.     |
| Hicugaja és Icsimaru harcolni kezdenek. Kezdetben Icsimaru kerekedik felül, de Hicugaja a lélekölő kardjának sikai képességét használva mozgásképtelenné teszi őt. Hicugaja azonban nem képes megtartani előnyét, mivel Icsimaru saját sikai-ját felhasználva azzal fenyegeti, hogy megöli az eszméletlen Hinamorit. Mikor Macumoto Rangiku is megérkezik a harc színterére, hogy segítse Hicugaját, így Icsimaru inkább visszavonul. Mindeközben Rendzsi megtalálja Icsigót, és közli vele, hogy Rukia kivégzését a tervezettnél korábban, másnap akarják fogják végrehajtani. | |                      |                      |
| 49 | Rukia rémálma Rukia no akumu (ルキアの悪夢)                                                             | 2005. szeptember 13. | 2008. július 7.      |
| Rukia visszaemlékezik múltjára, a tizenharmadik osztagban töltött éveire. Mivel az osztagba csak azért került be, mivel a Kucsiki klán tagja volt, az osztag többi tagja ellenszenvesen viselkedett vele. Ennek ellenére mély barátság alakult ki közte és az osztag hadnagya, Siba Kaien között. Egyik éjszaka azonban feltűnt egy igen hatalmas erejű lidérc, mely összeolvadt Kaiennel, és megpróbálta megölni Rukiát. Kaiennek egy rövid időre sikerült visszaszereznie az irányítását a teste felett, és magába szúrta Rukia lélekölő kardját. Rukia úgy érzi, hogy gyáván megölte barátját, és ezért a bűnéért megérdemli, hogy kivégezzék. | |                      |                      |
| 50 | Az oroszlán visszatér Jomigaeru sisi (よみがえる獅子)                                                   | 2005. szeptember 20. | 2008. július 7.      |
| A földi világban, Karakura városában Kon kísérletet tesz, hogy megszökjön Icsigo húgától, Kuroszaki Juzútól. Szökés közben találkozik Don Kanaondzsival, a televíziós szellemirtó-médiummal, akinek az utóbbi időben egyre gyengébbek a nézettségi mutatói. Don Kanondzsi ötlete nyomán megalapítják a Karakura Szuperhősei nevű csapatot, melyben Juzu a sárga harcos szerepét kapja, Kon pedig a Karakura Királya nevet veszi fel. | |                      |                      |
| 51 | A kivégzés hajnala Sokei no asza (処刑の朝)                                                             | 2005. szeptember 27. | 2008. július 14.     |
| Kenpacsi Orihimével és az osztagának néhány tagjával elindulnak Rukia kivégzésének helyszínére, de útközben szembetalálkoznak Komamura Szadzsin és Tószen Kaname kapitánnyal és Iba Tecuzaemon és Hiszagi Súhei hadnagyokkal. Kenpacsi beosztottai, Madarame Ikkaku és Ajaszegava Jumicsika Ibával és Hiszagival kezd harcolni, Komamura és Tószen pedig Kenpacsira támad rá. Mindeközben Rendzsinek sikerült elsajátítania a banka használatát, Joruicsi pedig abban bízik, hogy erre Icsigo is képes. | |                      |                      |
| 52 | Rendzsi fogadalma Rendzsi, tamasí no csikai! Bjakuja to no sitó (恋次、魂の誓い! 白哉との死闘)          | 2005. október 4.     | 2008. július 14.     |
| Rendzsi Rukia kivégzésének helyszínére siet, ahol összetűzésbe kerül kapitányával, Kucsiki Bjakujával. Rendzsi a bankait használva támad Bjakurjára, de tapasztalatlansága miatt még nem képes teljesen uralni a technikát. Bjakuja saját banakijával könnyedén legyőzi Rendzsit. | |                      |                      |
| 53 | Icsimaru kísértése Gin Icsimaru no júvaku, kuzuszareta kakugo (市丸ギンの誘惑、崩された覚悟)            | 2005. október 4.     | 2009. március 30.    |
| Miközben Rukiát a kivégzésére szállítják Icsimaru reményt ébreszt benne a szökésre, majd rögtön el is tiporja azt. Eközben Kenpacsi egyszerre harcol Komamurával és Tószennel. Tószen bankaiját használva megfosztja Kenpacsit minden érzékszervétől, kivéve a tapintásától. Annak ellenére, hogy nem képes sem látni, sem pedig hallani Tószent, Kenpacsinak sikerül megsebesítenie őt, de végezni már nem tud vele Komamura közbelépése miatt. Komamura szintén bankai-jal támad Kenpacsira. Mindeközben Rukia megérkezik a kivégzés helyszínére. | |                      |                      |
| 54 | A betartott eskü Hataszareru csikai! Rukia dakkan naruka! (果たされる誓い! ルキア奪還なるか)            | 2005. október 18.    | 2009. március 30.    |
| Rukia belenyugszik sorsába, de utolsó kívánságában azt kéri Jamamoto-Genrjúszai Sigekuni tábornoktól, hogy a kivégzés végrehajtása után küldjék vissza Icsigót és barátait a Földre. Mikor az Elmúlás Bárdja egy főnix alakjában már lesújtani készült Rukiára, Icsigo hirtelen megjelenik és kardjával megállítja azt. A fennakadást kihasználva két szimpatizáns kapitány, Kjóraku Sunszui és Ukitake Dzsúsiró elpusztítják a Bárdot. Icsigo a helyszínre érkező Rendzsire bízza, hogy vigye biztonságba Rukiát, miközben ő puszta kézzel megállítja az őket üldözőbe vevő három hadnagyot, majd pedig Bjakuja ellen fordul. | |                      |                      |
| 55 | Mester és tanítványok Szaikjó no sinigami! Kjúkjaku no sitei taikecu (最強の死神! 究極の師弟対決)       | 2005. október 25.    | 2009. április 6.     |
| Icsigo és Bjakuja, aki a Bárd pusztulása után maga akarja végrehajtani az ítéletet, harcolni kezdenek. A negyedik osztag kapitánya, Unohana Recu gyógyítani kezdi a sebesülteket, majd ő maga is elhagyja a helyszínt. Sunszui és Ukitake eközben egy félreeső helyen készül szembeszállni Jamamoto tábornokkal. | |                      |                      |
| 56 | Ki lesz a harc istennője? Csószoku no tatakai! Bu no megami, kesszu (超速の戦い! 武の女神、決す)        | 2005. november 1.    | 2009. április 6.     |
| Jumicsika, miután legyőzte Hiszagit, visszatér kapitányához. Kenpacsi elmondja neki, hogy Komamura elmenekült miután észrevette, hogy Jamamoto is harcba harcba bocsátkozott. Sunszui és Ukitake úgy döntenek, hogy valóban szembeszállnak mesterükkel. Mindeközben Szoifon és egykori kapitánya, Joruicsi is harcolni kezdenek egymással. A harcban kezdetben Szoifon kerekedik felül, miután beveti lélekölő kardja sikai képességét. Erőfitogtatásképpen előhív egy még névtelen technikát is, melyet csak nemrég tökéletesített. Joruicsi azonban összezavarja őt, mikor ugyanazt a technikát hívja elő, melyet őt „villámcsapásnak” hív. | |                      |                      |
| 57 | Az égbe maró penge Szenbonzakura, funszai! Ten o cuku Zangecu (千本桜、粉砕! 天を衝く斬月)              | 2005. november 8.    | 2009. április 13.    |
| Szoifon visszaemlékezik Joruicsivel közös múltjára. Egykor ő volt Joruicsi személyes testőre, és vakon megbízott úrnőjében. Mikor azonban Joruicsi minden magyarázat nélkül elhagyta a Lelkek Világát, Szoifon úgy érezte, hogy Joruicsi elárulta őt. Mikor Szoifon megtámadja Joricsit, az a villámcsapást használva megállítja minden támadását. Szoifon könnyezve esik össze, és azt kérdezi, hogy Joruicsi miért nem vitte őt is magával, mikor elhagyta a Lelkek Világát. Mindeközben Ikkaku és Iba, bár rendhagyó módon, de tovább küzdenek egymással. Közel a kivégzési helyszínhez Icsigo újonnan elsajátított „égmetsző holdagyar” technikájával kivédi Bjakuja sinkai-támadását és azt kéri, hogy Bjakuja vesse be a bankait. | |                      |                      |
| 58 | A fekete penge Kaigai! Kuroki jaiba, kiszeki no csikara (開放! 黒き刃、奇跡の力)                        | 2005. november 15.   | 2009. április 13.    |
| Bjakuja beveti a bankai-támadását, az „ezer ragyogó virágszirmot”, mely segítségével ezernyi apró pengével támadja meg Icsigót. Icsigo is beveti saját bankaiát, mely olyan gyorsasággal ruházza fel, hogy képes kitérni Bjakuja csapásai elől és még megsebesítenie is sikerül őt. Mindeközben Hicugaja Tósiró és Macumoto Rangiku a 46-ok Tanácsához, a Lelkek Világának legfőbb bíróságához siet. | |                      |                      |
| 59 | Fehér gőg, sötét gondolatok Sitó keccsaku! Siroki hokori to kuroki omoi (死闘決着! 白き誇りと黒き想い)  | 2005. november 22.   | 2009. április 20.    |
| Bjakuja beveti bankaiának második formáját. Miközben tovább harcolnak, Icsigo egyre gyengülni és lassulni kezd. Mikor Bjakuja megsebesíti az Icsigóban lakó lidérc átveszi felette az irányítást és könnyedén maga alá kezdi gyűrni Bjakuját. Icsigónak sikerül visszavennie e teste feletti irányítást és elnyomni a lidérc befolyását. Mindketten egy utolsó támadásba gyűjtik össze minden erejüket. Az összecsapást végül Icsigo nyeri. Bjakuja elmondja, hogy azért akarta kivégezni Rukiát, hogy megtarthassa a szüleinek tett esküjét, de Icsigónak sikerült meggyőznie róla, hogy mégse tegye. Mindeközben Hicugaja és Macumoto belépnek a 46-ok Tanácstermébe. | |                      |                      |
| 60 | A gyilkos tőr lesújt Zecubó no sindzsicu, furioroszareta kjódzsin (絶望の真実、振り下ろされた凶刃)      | 2005. december 6.    | 2009. április 20.    |
| Hicugaja és Macumoto felfedezik, hogy a 46-ok Tanácsának összes tagját lemészárolták. Kira is feltűnik a helyszínen, akit mindketten üldözőbe vesznek. Hicugaja azonban felhagy Kira követésével, mikor az felhívja rá a figyelmét, hogy Hinamori is belépett a 46-ok Tanácstermébe. Icsimaru találkozik Hinamorival, akit a Tanácsterem belsejébe vezet, ahogy találkozik Aizen Szószukével. Aizen leszúrja Hinamorit és Icsimarúval együtt elhagyni készülnek az épületet, mikor Hicugaja megérkezik. Hinamorit mozdulatlan testét látva dühében bankaiával támad Aizenre, de az könnyedén legyőzi őt. Unohana Recu is megérkezik a Tanácsterembe és leleplezi Aizent, aki elárulta a halálisteneket. Aizen elmondja, hogy minden halálisten az ő lélekölő kardjának hipnotikus ereje hatása alatt volt, a vak Tószen Kaname kivételével, aki azonban szintén a cinkosa. | |                      |                      |
| 61 | Aizen rémisztő terve Aizen, tacu! Oszorubeki jabó (藍染、立つ! 恐るべき野望)                            | 2005. december 13.   | 2009. április 27.    |
| Unohana parancsára Kotecu Iszane tájékoztat minden magas rangú halálistent Aizen árulásáról. Aizen Rukia kivégzésének helyszínére érkezik, ahová Tószen visszavitte a menekülő Rendzsit és Rukiát. Mikor Aizen felszólítja Rendzsit, hogy engedje át neki Rukiát, az nem engedelmeskedik és szembeszáll vele. Mikor Icsigo is megérkezik, egyesített erővel támadnak Aizenre, aki visszaveri mindkettejüket. Aizen felfedi árulásának okát, melyet Komamura érkezése szakít félbe. | |                      |                      |
| 62 | A legerősebb halálistenek gyülekezete Súkecuszejo! Szaikjó no sinigami súdan (集結せよ! 最強の死神集団) | 2005. december 20.   | 2009. április 27.    |
| Aizen legyőzi Komamurát egy erős varázslattal és tovább folytatja árulása magyarázatát, mely szerint egy Lélekbontó Gömb nevű tárgyat akar megszerezni, mely segítségével meg akarja szerezheti a lidércek erejét is. A Gömböt Rukia testéből szerzi meg, ahová Urahara Kiszuke rejtette azt. Mikor megparancsolja Icsimarúnak, hogy végezzen Rukiával, Bjakuja megmenti őt. Mikor a legtöbb magas rangú halálisten megérkezik a helyszínre, Aizen és társai a lidércek segítségével visszavonulnak a lidércek világába, Hueco Mundóba. Miután Bjakuja magához tér, elmeséli Rukiának hogy egykor az ő nővérét, Hiszanát vette feleségül, és hogy felesége halála előtti utolsó kívánsága miatt fogadta be Rukiát a Kucsiki klánba. Ezzel azonban megszegte a klánja törvényeit, ezért megesküdött szülei emlékének, hogy ezentúl minden szabályt be fog tartani, tekintet nélkül a körülményekre. Bjakuja azóta a családjának tett esküje és feleségének tett ígérete között őrlődött. | |                      |                      |
| 63 | Rukia döntése, Icsigo érzései Rukia no kecui, Icsigo no omoi (ルキアの決意、一護の想い)                 | 2006. január 10.     | 2009. május 4.       |
| Icsigo és barátai visszaérnek az emberi világba, Rukia azonban úgy dönt, hogy a Lelkek Világában marad. | |                      |                      |

## Kritikák és az évad megítélése
Bryce Coulter a Mania.com ismertetőjében úgy vélekedett, hogy míg a történet kibontakozása és nagy számú szereplőgárda a Bleach legerősebb pontjai, azonban az utóbbi esetben „kicsit frusztráló lehet”, ha valaki nem tudja fejben tartani, hogy ki-kicsoda a sorozatban. Az Anime News Network ismertetőjében Carl Kimlinger véleménye szerint a Bleach eddig is képes volt műfajának kevésbé szórakoztató elemeit is érdekesebbé tennie. A kibontakozó „gonosz összeesküvés” látványos akciójelenetekbe torkollanak, amelyeket érzelmileg az egész epizódokat felölelő visszatekintések alapoznak meg. Mindemellett a sorozat soha nem veszít el különc humorát. Kimlinger az évad befejezését kielégítőnek nevezte, mely lezárta a második évad óta bonyolódó cselekményt. Megítélése szerint az utolsó öt epizódban a szereplők nagyobb jellemfejlődést mutattak, mint az egész évad során bármikor.

## DVD-kiadások
Japánban a Bleach harmadik évadának huszonkét epizódját az Aniplex 2005 decembere és 2006 áprilisa között jelentette meg DVD-formátumban, összesen öt lemezen. A sorozatot Észak-Amerikában a Viz Media adta ki szintén öt lemezen 2008 júliusa és 2009 márciusa között, majd később, 2009 júliusában jelentette meg a teljes harmadik évadot tartalmazó díszdobozos kiadást.
| Kiadvány        | Epizódok | Lemezek | Ország             | Ország               | Ország       | Ország |
| Kiadvány        | Epizódok | Lemezek | Japán              | Észak-Amerika        | Magyarország |        |
| --------------- | -------- | ------- | ------------------ | -------------------- | ------------ | ------ |
| Bleach 11.      | 42–45.   | 1       | 2005. december 21. | 2008. július 22.     | –            |        |
| Bleach 12.      | 46–49.   | 1       | 2006. január 25.   | 2008. szeptember 23. | –            |        |
| Bleach 13.      | 50–53.   | 1       | 2006. február 22.  | 2008. november 18.   | –            |        |
| Bleach 14.      | 54–58.   | 1       | 2006. március 29.  | 2009. január 20.     | –            |        |
| Bleach 15.      | 59–63.   | 1       | 2006. április 26.  | 2009. március 17.    | –            |        |
| Bleach 3. kötet | 42–63.   | 5       | –                  | 2009. július 7.      | –            |        |